# 布勒伊河畔维克
布勒伊河畔维克（法語：Vicq-sur-Breuilh，法語發音：[vik syʁ bʁœj]）是法国新阿基坦大区上维埃纳省的一个市镇，属于利摩日区。

## 地理
布勒伊河畔维克（45°38'46"N, 1°22'53"E）面积50.89 平方千米，位于法国新阿基坦大区上维埃纳省，该省份为法国中西部省份，北起顺时针与安德尔省、克勒兹省、科雷兹省、多爾多涅省、夏朗德省和维埃纳省接壤。
与布勒伊河畔维克接壤的市镇（或旧市镇、城区）包括：谢尔维堡、格朗日、马尼亚克堡、皮埃尔比菲耶尔、罗瑟尔河畔圣热内斯、圣日耳曼莱贝勒、圣伊莱尔博讷瓦勒、圣让利古尔、圣普列斯特利古尔。

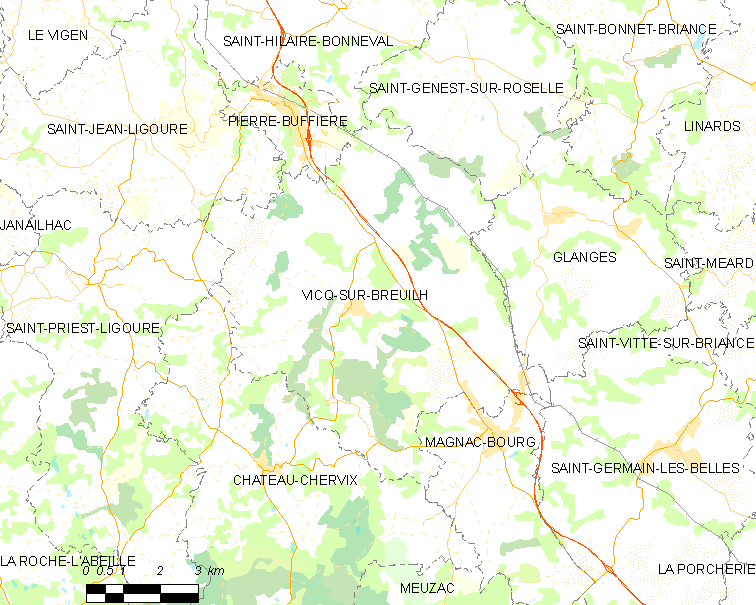
布勒伊河畔维克的OSM定位图

布勒伊河畔维克的时区为UTC+01:00、UTC+02:00（夏令时）。

## 行政
布勒伊河畔维克的邮政编码为87260，INSEE市镇编码为87203。

## 政治
布勒伊河畔维克所属的省级选区为埃穆捷县。

## 人口

1962-2008年间布勒伊河畔维克人口变化图示

布勒伊河畔维克于2022年1月1日时的人口数量为1327人。